# Sportovní hala Královka
Sportovní hala Královka je víceúčelová hala na Letné na Praze 7, poblíž stadionu Sparty. Pořádají se zde sportovní i kulturní akce. Kapacita je 1300 míst, s vysunutím výsuvných tribun pojme až 2500 lidí, na sezení 2192 z nich, čímž se řadí z hlediska kapacity mezi největší víceúčelové sportovní haly v Česku. Je možné zde hrát basketbal, badminton a florbal. Součástí komplexu je také menší tréninková hala pro 200 diváků a konferenční místnost pro 12 lidí, mimo toho je zde pro sportovce zázemí se saunou, vířivkou a posilovna.
Je domácí halou pro ženský basketbalový tým ZVVZ USK Praha (od roku 2014) a VŠ Praha. V minulosti zde hráli florbal hráči Tatran Střešovice, ti se zpět po rekonstrukci v roce 2014 nepřesunuli.

## Historie
Hala v ulici Pod Královskou oborou byla postavena v roce 1965. Autoři Aleš Bořkovec a Vladimír Ježek zvolili zajímavý konstrukční prvek v podobě střechy zavěšené na lanech. Nevýhodou tohoto přístupu bylo relativně brzké potrhání střešní izolace, což způsobovalo kapání vody ze stropu na palubovku při ligových utkáních od poloviny sedmdesátých let. V letech 1985 až 1990 proběhla první výrazná rekonstrukce, při níž byla přistavěna druhá hala, změněna konstrukce střechy a přesunuta poloha vstupu. Autorem této rekonstrukce byl Cyril Mandel. Další menší rekonstrukcí prošla hala v roce 2004.
V roce 2010 tuto halu odkoupilo hlavní město Praha za 116 milionů korun. O rok později ji město pronajalo na 20 let sdružení Sportovní areál Praha.
Od roku 2011 probíhala rekonstrukce, jejíž původní náklady byly vyčísleny na 240 milionů korun. Rekonstrukce vnitřních prostor byla hotova v roce 2014 a hala se otevřela veřejnosti. V roce 2017 byl vypsán tendr na opravu vnějšku a zvýšení o nástavbu, ten byl ale následně zrušen.

## Události
- Mistrovství světa ve florbale 1998 (jedna ze tří lokací)
- Finále Euroligy v basketbalu žen 2015
- Mistrovství Evropy žen v basketbalu 2017 (jedna ze tří lokací)
- Finále Euroligy v basketbalu žen 2022/23
- PDC Czech Darts Open